# Comtat de Kaunas
El Comtat de Kaunas és una divisió administrativa de Lituània. La capital és Kaunas. Se subdivideix en els municipis de:
- Municipi de Birštonas
- Districte municipal de Jonava
- Kaunas
- Districte municipal de Kaunas
- Districte municipal de Kaišiadorys
- Districte municipal de Kėdainiai
- Districte municipal de Prienai
- Districte municipal de Raseiniai